# Grimaldi d'Esdra

Armes de la famille Grimaldi d'Esdra. Fuselé de gueules et d'argent au chef d'argent chargé de trois étoiles de gueules.

La famille Grimaldi d'Esdra est une famille Corse originaire de Castifao et de Speloncato en Haute-Corse,.
Elle est l'une des branches de la Maison Grimaldi. 

## Armes
Blasonnement :
Fuselé de gueules et d'argent au chef d'argent chargé de trois étoiles de gueules.

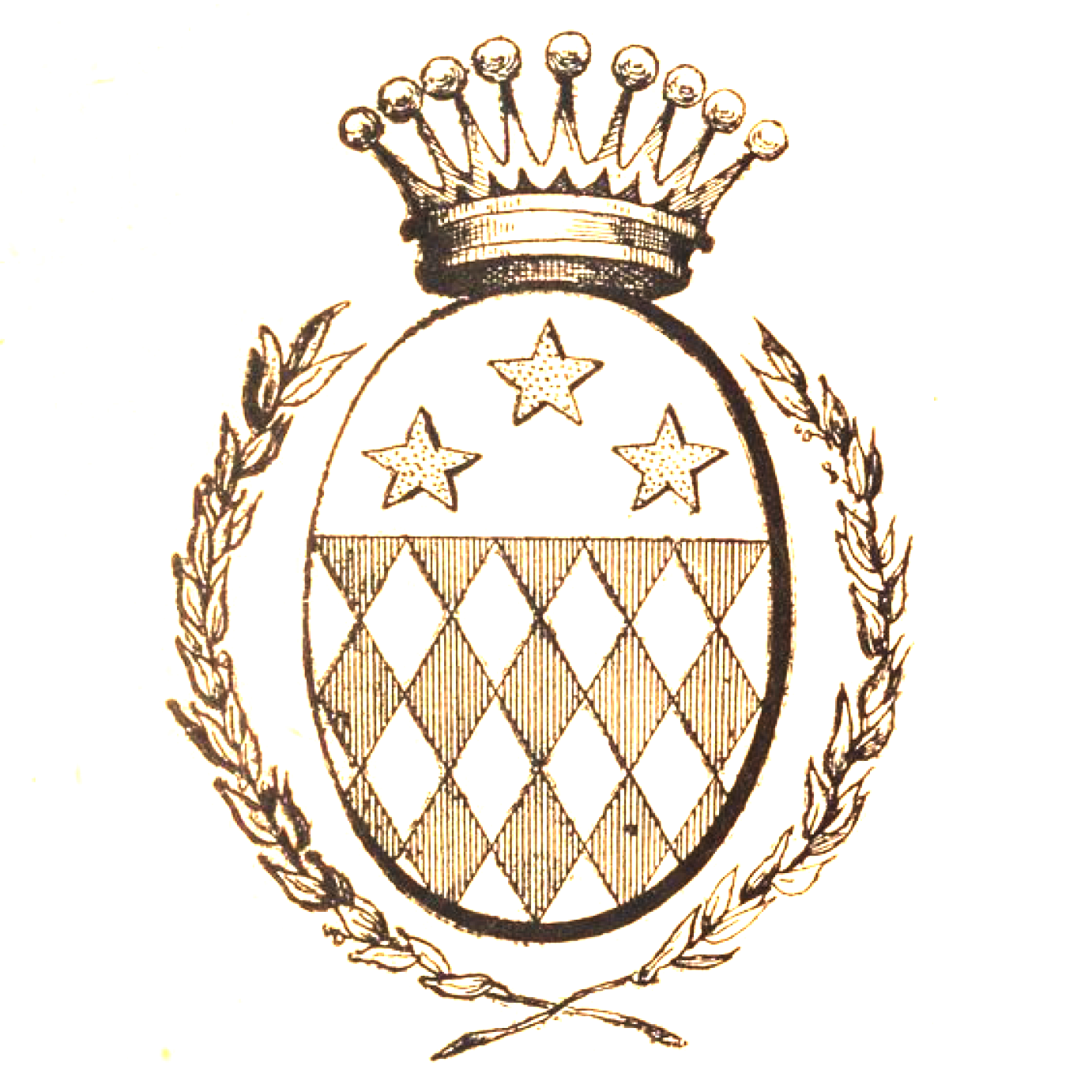
Armes de la famille Grimaldi d'Esdra dessinées par Raoul Colonna de Cesari-Rocca.

« (Armes sur le portrait du capitaine Giacomo Grimaldi d'Esdra) »